# Anne Monson
Lady Anne Monson, nacida como Anne Vane (1726–1776) fue una botánica inglesa y coleccionista de plantas e insectos del siglo XVIII. 

## Vida
Anne era la hija de Henry Vane, I conde de Darlington, y su mujer, Lady Grace Fitzroy; era bisnieta de Carlos II. Su tía, también Anne Vane, fue preceptora de Federico Luis de Gales.
En 1746, se casó con Charles Hope-Vere de Craigiehall y tuvo dos hijos antes de que el matrimonio fuera disuelto por un Acta del Parlamento en 1757, debido al nacimiento de un niño ilegítimo. No se conocen detalles del padre del niño.
Más tarde en 1757, contrajo matrimonio con el coronel George Monson de Lincolnshire. Debido a que su marido hizo carrera en el ejército de la India, a partir de ese momento pasó la mayor parte del tiempo en Calcuta, donde pasó a ser una persona prominente de la sociedad anglo-india.
Murió en Calcuta el 18 de febrero de 1776.

## Botánica
El interés de Lady Anne por la historia natural era anterior a su llegada a la India. En 1760,  ya era conocida por la comunidad botánica como una "notable señora botánica".
Según su contemporáneo J. E. Smith, Lady Anne ayudó a James Lee en la traducción de la Philosophia Botanica de Linneo, el primer trabajo para explicar la clasificación de Linneo a lectores ingleses. Lee publicó el libro bajo su nombre en 1760, y en el prefacio agradeció a Lady Anne anónimamente. Unos cuantos años más tarde Anne conoció al entomólogo danés Johan Christian Fabricius, uno de los alumnos de Linneo. Más tarde, Anne fue mencionada por James Lee en sus cartas a Linneo.
En 1774, en el camino a Calcuta, Anne visitó el Cabo de Buena Esperanza, donde conoció a otro de los alumnos de Linneo, Carl Peter Thunberg, un experto coleccionista de plantas sudafricanas. Thunberg la acompañó en varias expediciones alrededor de Ciudad del Cabo, y ella le regaló un anillo como recuerdo. En 1774 fueron enviados al Real Jardín Botánico de Kew especímenes de Monsonia, un arbusto de floración.

## Legado
Una de las plantas sudafricanas recogida por Lady Anne fue llamada Monsonia por Linneo.